# Dando Shaft (album)
Dando Shaft è il secondo album del gruppo musicale inglese Dando Shaft, pubblicato dalla Neon Records nel 1971. Il disco fu registrato al "Pye Studios" di Londra (Inghilterra).

## Tracce
Lato A
1. Coming Home to Me – 3:32 (Polly Bolton, Roger Bullen, Kevin Dempsey, Martin Jenkins)
2. Sometimes – 3:53 (Polly Bolton, Roger Bullen, Kevin Dempsey, Martin Jenkins)
3. Waves Upon the Ether – 4:40
4. Riverboat – 4:20 (Polly Bolton, Roger Bullen, Kevin Dempsey, Martin Jenkins)
5. Dewet – 1:38 (Polly Bolton, Roger Bullen, Kevin Dempsey, Martin Jenkins)

Lato B
1. Railway – 2:40 (Polly Bolton, Roger Bullen, Kevin Dempsey, Martin Jenkins)
2. Whispering Ned – 1:40 (Polly Bolton, Roger Bullen, Kevin Dempsey, Martin Jenkins)
3. Pass It On – 3:51 (Polly Bolton, Roger Bullen, Kevin Dempsey, Martin Jenkins)
4. Kalyope Driver – 3:02 (Polly Bolton, Roger Bullen, Kevin Dempsey, Martin Jenkins)
5. Till the Morning Comes – 1:41 (Polly Bolton, Roger Bullen, Kevin Dempsey, Martin Jenkins)
6. Prayer – 0:32 (Polly Bolton, Roger Bullen, Kevin Dempsey, Martin Jenkins)

Edizione CD del 2003, pubblicato dalla Akarma Records
1. Coming Home to Me – 3:47 (Polly Bolton, Roger Bullen, Kevin Dempsey, Martin Jenkins)
2. Railway – 2:48 (Polly Bolton, Roger Bullen, Kevin Dempsey, Martin Jenkins)
3. Whispering Ned – 1:39 (Polly Bolton, Roger Bullen, Kevin Dempsey, Martin Jenkins)
4. Sometimes – 4:04 (Polly Bolton, Roger Bullen, Kevin Dempsey, Martin Jenkins)
5. River Boat – 4:32 (Polly Bolton, Roger Bullen, Kevin Dempsey, Martin Jenkins)
6. Kalyope Driver – 3:05 (Polly Bolton, Roger Bullen, Kevin Dempsey, Martin Jenkins)
7. Waves Upon the Ether – 4:38 (Polly Bolton, Roger Bullen, Kevin Dempsey, Martin Jenkins)
8. Dewet – 0:46 (Polly Bolton, Roger Bullen, Kevin Dempsey, Martin Jenkins)
9. Till the Morning Comes – 1:50 (Polly Bolton, Roger Bullen, Kevin Dempsey, Martin Jenkins)
10. Pass It On – 3:50 (Polly Bolton, Roger Bullen, Kevin Dempsey, Martin Jenkins)
11. Prayer – 0:34 (Polly Bolton, Roger Bullen, Kevin Dempsey, Martin Jenkins)
12. Lullaby – 1:48 (Polly Bolton, Roger Bullen, Kevin Dempsey, Martin Jenkins)
13. Thruxton – 3:31
14. Spring Clog Dance – 2:57 (Polly Bolton, Roger Bullen, Kevin Dempsey, Martin Jenkins)
15. Sun Clog Dance – 3:13 (Polly Bolton, Roger Bullen, Kevin Dempsey, Martin Jenkins)

## Musicisti
- Coming Home to Me
  - Martin Jenkins - voce, mandola, tamburello
  - Kevin Dempsey - chitarra acustica
  - Dave Cooper - chitarra acustica
  - Polly Bolton - voce
  - Roger Bullen - basso
  - Ted Kay  - congas
- Sometimes
  - Martin Jenkins - mandola
  - Kevin Dempsey  - chitarra acustica, shaker
  - Polly Bolton  - voce
  - Dave Cooper - chitarra acustica, voce
  - Roger Bullen - basso
  - Ted Kay - congas
- Waves Upon the Ether
  - Martin Jenkins - voce, mandolino
  - Kevin Dempsey - chitarra acustica, voce
  - Polly Bolton - voce
  - Dave Cooper - chitarra acustica
  - Ted Kay - congas, campane
- Riverboat
  - Martin Jenkins - fiddle, flauto
  - Kevin Dempsey - chitarra acustica
  - Polly Bolton - voce
  - Dave Cooper - chitarra acustica
  - Roger Bullen - basso
  - Ted Kay - tabla
- Dewet
  - Martin Jenkins - mandolino
  - Kevin Dempsey - chitarra acustica
- Railway
  - Martin Jenkins - fiddle
  - Kevin Dempsey - chitarra acustica
  - Polly Bolton - voce
  - Dave Cooper - chitarra acustica
  - Roger Bullen - basso
  - Ted Kay - tabla
- Whispering Ned
  - Martin Jenkins - voce, mandolino
  - Kevin Dempsey - chitarra acustica
  - Dave Cooper - chitarra acustica
  - Roger Bullen - basso
  - Ted Kay - tabla
- Pass It On
  - Martin Jenkins - fiddle, flauto
  - Kevin Dempsey - chitarra acustica, voce
  - Polly Bolton - voce
  - Dave Cooper - chitarra acustica, voce
  - Roger Bullen - basso
  - Ted Kay - congas
- Kalyope Driver
  - Martin Jenkins - voce, mandolino
  - Kevin Dempsey - chitarra acustica, voce
  - Polly Bolton - voce
  - Dave Cooper - chitarra acustica, voce
  - Roger Bullen - basso
  - Ted Kay - tabla
- Till the Morning Comes
  - Martin Jenkins - flauto
  - Kevin Dempsey - chitarra acustica, voce, shaker
  - Polly Bolton - voce
  - Dave Cooper - chitarra acustica
  - Roger Bullen - basso
  - Ted Kay - congas
- Prayer
  - Dave Cooper - chitarra acustica, voce